# بارش شهابی ثوری
بارش شهابی ثوری بارش شهابی سالیانه‌ای است که بر اثر برخورد ذرات برجای مانده از دنباله‌دارِ انکه با جو زمین پدید می‌آید. از آن‌جا که نقطهٔ نورباران این بارش شهابی در صورت فلکی ثور قرار دارد، اخترشناسان سال‌ها پیش آن را بارش شهابی ثوری نامیدند؛ که این نام تا به امروز باقی است.
گمان بر این است که دنباله‌دارِ انکه و شهاب‌های ثوری بقایای دنباله‌دار بسیار بزرگی هستند که در حدود بیست تا سی هزار سال پیش از هم‌پاشید و به چند تکهٔ بزرگ‌تر، و مقادیر انبوهی از مادهٔ میان‌سیاره‌ای تبدیل شد. بخش بزرگی از این مواد و قطعات حجیم هنوز در فضای داخل منظومهٔ شمسی جولان می‌دهند و هر از گاهی در دام میدان گرانشی زمین یا یکی دیگر از سیارات گرفتار می‌شوند. در مجموع می‌توان گفت که این جریان ماده، بزرگ‌ترین جریان ماده در منظومهٔ شمسی داخلی است. به‌علت اندازهٔ زیاد این جریان، عبور زمین از میان آن چند هفته طول می‌کشد، که بارش شهابی طولانی‌مدتی را نیز در پی دارد که چند هفته طول می‌کشد، که در مقایسه با اغلب بارش‌های شهابی دیگر که بازهٔ فعالیتشان تنها چند روز است، بسیار زیاد است.